# Museos Carnegie de Pittsburgh
Los museos Carnegie de Pittsburgh son cuatro museos que son operados por el Instituto Carnegie con sede en el complejo del Instituto Carnegie en el vecindario de Oakland en Pittsburgh, Pensilvania. El complejo del Carnegie Institute, que incluye el museo original, la sala de recitales y la biblioteca, se agregó al Registro Nacional de Lugares Históricos el 30 de marzo de 1979.

## Museos
Dos de los museos Carnegie, el Museo Carnegie de Historia Natural y el Museo de Arte Carnegie, están ubicados en el complejo del Instituto y Biblioteca Carnegie en Oakland, un edificio emblemático que figura en el Registro Nacional de Lugares Históricos (ref # 79002158, agregado en 1979). También alberga el Carnegie Music Hall y la biblioteca central de la Biblioteca Carnegie de Pittsburgh. La filantropía de Carnegie acompañó la donación de edificios con ciertos términos que tenían la intención de inspirar a las personas a hacer el bien por sí mismos y, por lo tanto, por sus comunidades. Los términos para las donaciones requerían que las comunidades los apoyaran a cambio de la construcción y la inversión inicial de Carnegie. Las palabras inscritas sobre la entrada de la Biblioteca Carnegie de Pittsburgh «gratis para la gente» ilustran su visión. Los otros dos museos, el Museo Andy Warhol y el Carnegie Science Center, están ubicados en instalaciones separadas en North Shore de Pittsburgh.

## Museo Andy Warhol

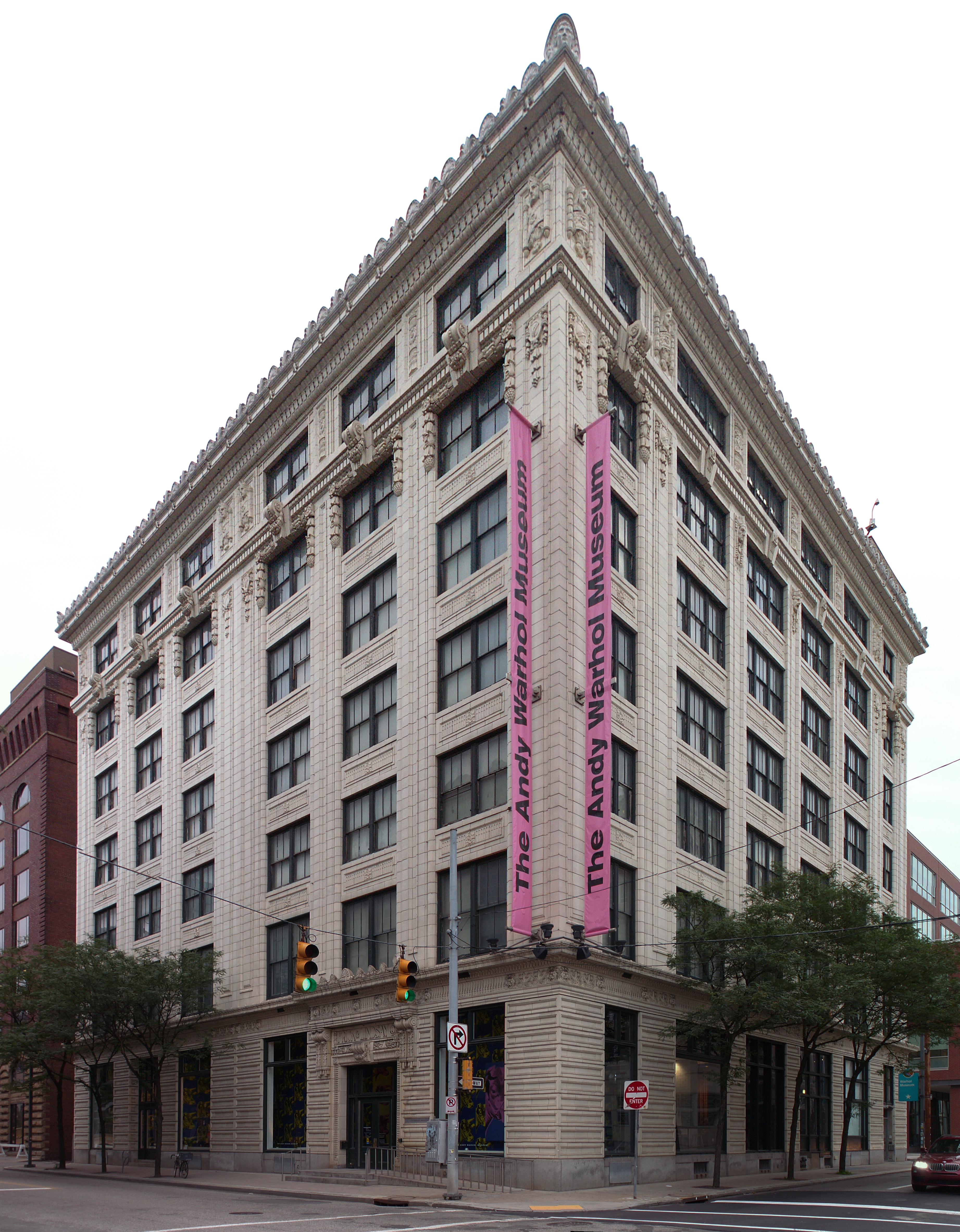
Museo Andy Warhol

Inaugurado el 15 de mayo de 1994, el Museo Andy Warhol es el primer museo que se centra exclusivamente en un artista estadounidense de posguerra. El gusto de Warhol fue el arte pop de la serigrafía, por el que ganó notoriedad a principios de la década de 1960. Las imágenes en serie derivadas del consumismo de la cultura y la concepción de la belleza se cosifican en una forma de arte que representa la identidad de los componentes de la sociedad estadounidense de posguerra. Las imágenes utilizadas por Warhol y sus contribuciones al arte pop incluyen celebridades y consumibles como: Marilyn Monroe y The Campbells soup. La colección del museo incluye más de 4000 obras de arte de Warhol en todos los medios: pinturas, dibujos, grabados, fotografías, esculturas e instalaciones; toda la colección de videos de Andy Warhol, 228  screen test (serie de retratos cinematográficos cortos, mudos y en blanco y negro) de cuatro minutos y otras 45 películas de Warhol; archivos extensos, incluidas las Time Capsules de Warhol. Si bien está dedicado a Andy Warhol, el museo también alberga muchas exhibiciones de artistas contemporáneos. El museo de Pittsburgh tiene una vasta colección de arte y también organiza eventos para artistas contemporáneos.

## Museo de Arte Carnegie

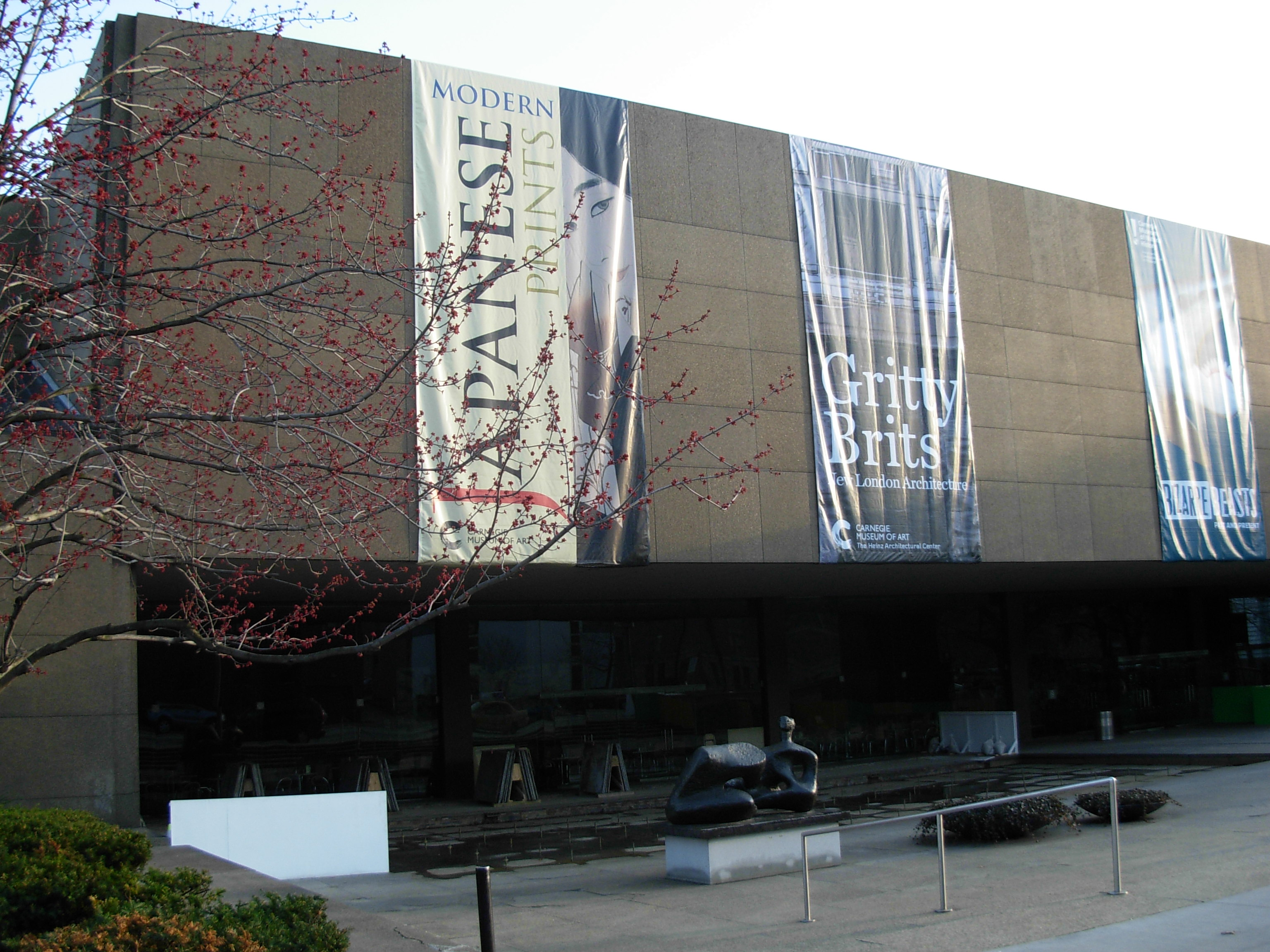
Anexo de la galería Sarah Scaife del Carnegie Museum of Art

Cuando Andrew Carnegie imaginó una colección de museo consistente en los "Viejos Maestros del mañana", el Museo de Arte Carnegie se convirtió en el primer museo de arte moderno de los Estados Unidos. Fundado en 1895, continúa exhibiendo arte contemporáneo con la exhibición Carnegie International cada pocos años. Se han adquirido numerosas obras de las exposiciones internacionales para la colección permanente de los museos, como The Wreck (1896) de Winslow Homer. El Salón de Escultura de mármol reproduce el interior del Partenón. El Salón de Arquitectura contiene la colección más grande de moldes de yeso de obras maestras arquitectónicas en Estados Unidos y una de las tres más grandes del mundo. El Centro de Arquitectura Heinz, inaugurado como parte del museo en 1993, está dedicado a la colección, estudio y exhibición de dibujos y modelos arquitectónicos. En 2001, el museo adquirió el archivo del fotógrafo afroamericano Charles "Teenie" Harris, que consta de aproximadamente 80 000 negativos fotográficos que abarcan desde la década de 1930 hasta la de 1970. Muchas de estas imágenes han sido catalogadas y digitalizadas y están disponibles en línea a través de la Búsqueda de Colecciones del Museo Carnegie de Arte.
La colección permanente del museo incluye artes decorativas europeas y americanas desde finales del siglo XVII hasta el presente, obras en papel, pinturas, grabados (en particular grabados japoneses), esculturas e instalaciones.

## Museo Carnegie de Historia Natural

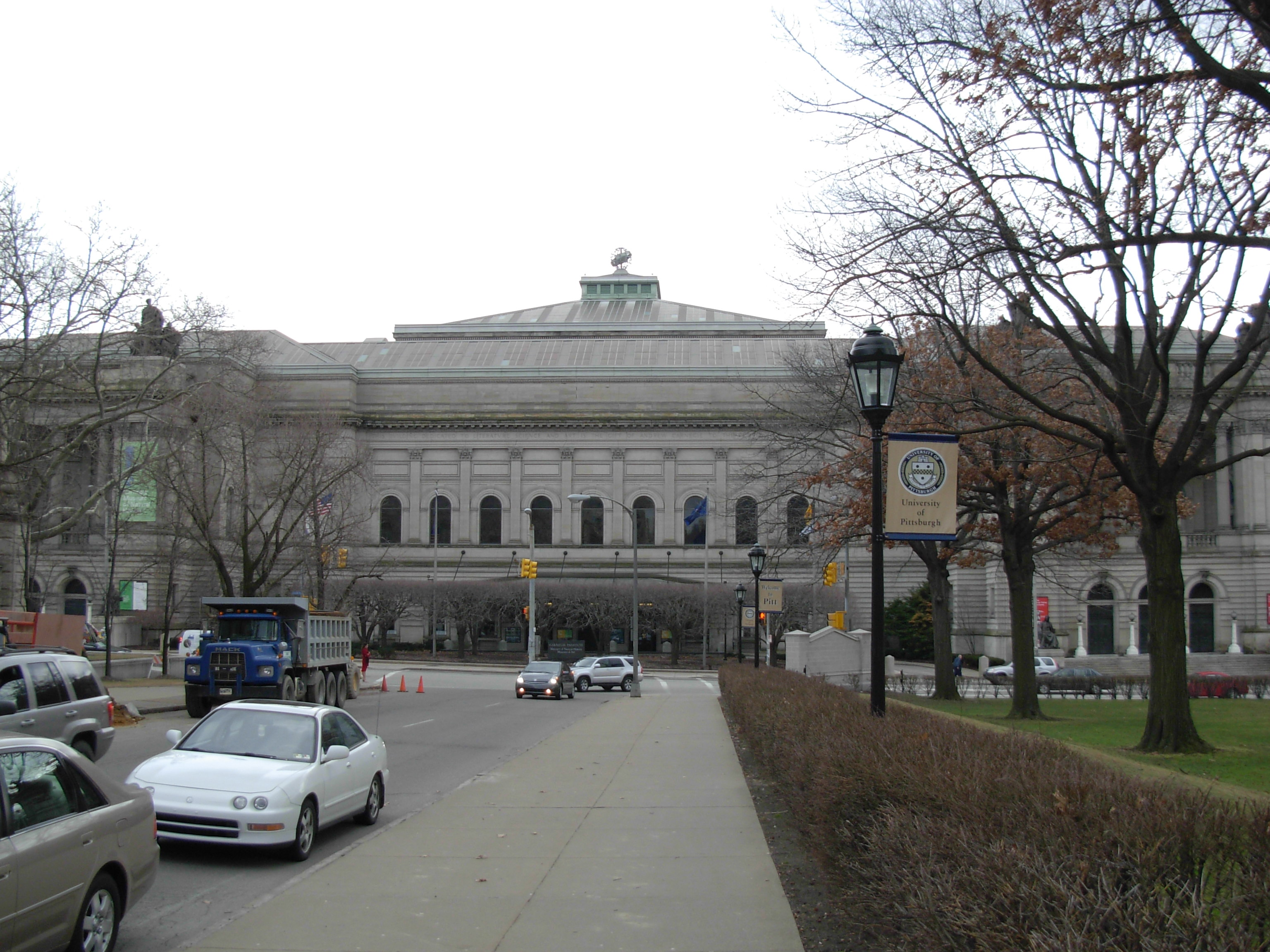
Museo Carnegie de Historia Natural

Desde el holotipo de Diplodocus carnegii hasta el Tyrannosaurus rex más completo conocido hasta la fecha y Anzu wyliei, un oviraptorosaurio recientemente descrito, el Museo Carnegie de Historia Natural exhibe 230 fósiles de dinosaurios. Otras exhibiciones incluyen Salón Hillman de Minerales y Gemas, Salón Fundación Alcoa de los Indios Americanos, Mundo Polar: Salón Wyckoff de Vida Ártica, Salón Walton del Antiguo Egipto y Salón Benedum de Geología. La Reserva Natural Powdermill del museo se estableció en 1956 para servir como una estación de campo para estudios a largo plazo de poblaciones naturales, y ahora forma el núcleo del Centro de Biodiversidad y Ecosistemas del museo. Equipos de investigación que incluyen científicos de Carnegie han hecho descubrimientos como Puijila darwini, Castorocauda lutrasimilis y Hadrocodium wui .[cita requerida]

## Carnegie Science Center

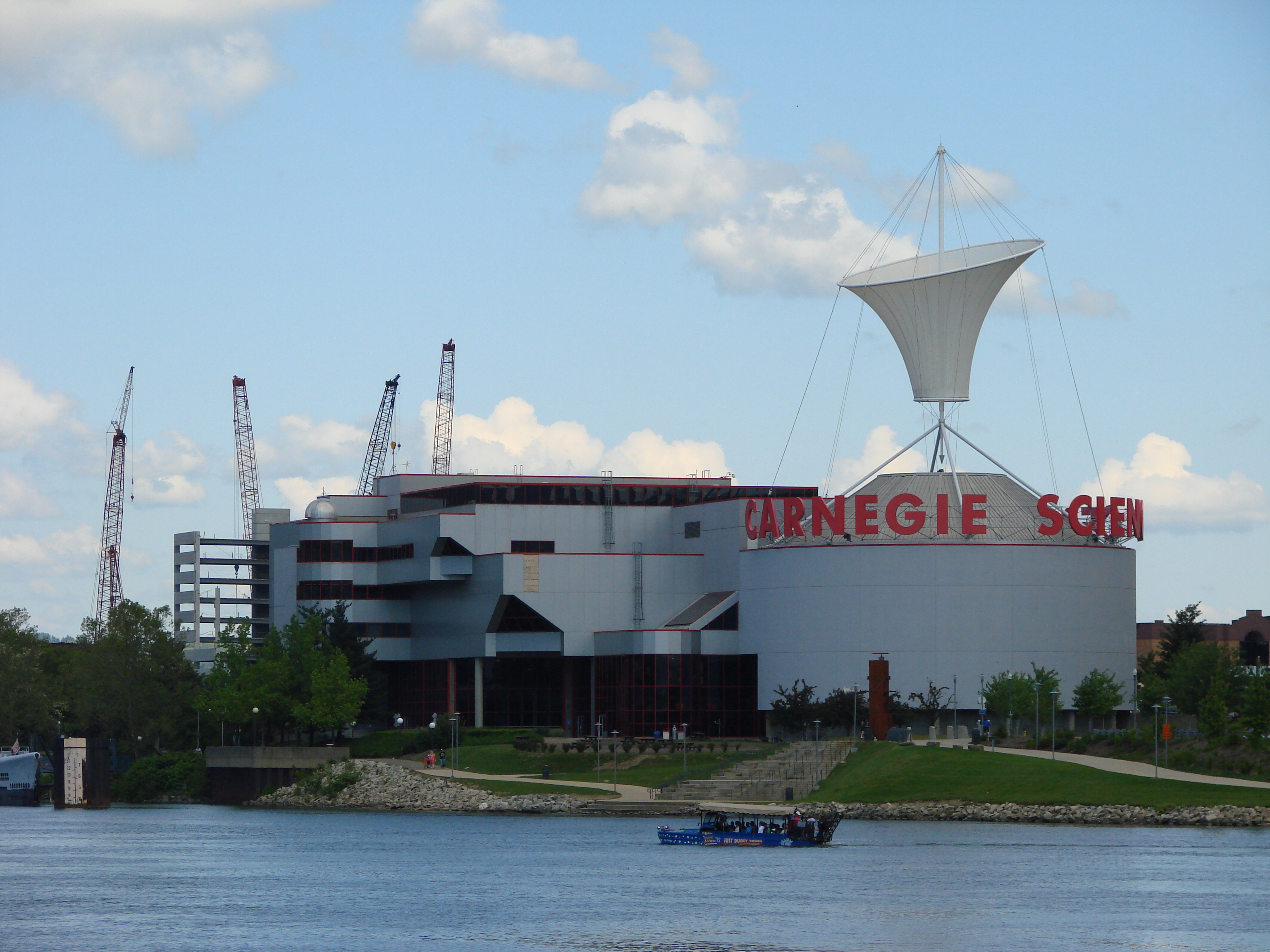
Carnegie Science Center

Inaugurado en 1991, pero con una historia que se remonta al 24 de octubre de 1939, el Carnegie Science Center es el museo más visitado de Pittsburgh.[cita requerida] Entre sus atracciones se encuentran el planetario Buhl de reciente construcción (que cuenta con lo último en tecnología de proyección digital), el Rangos Omnimax Theatre, SportsWorks, el Miniature Railroad & Village, el USS Requin (un submarino de la Segunda Guerra Mundial) y Roboworld. 
El 21 de febrero de 1990, el senador de Pensilvania John Heinz presentó el proyecto de ley del Senado S. 2151, que permitía que el USS Requin fuera transferido como una exhibición para el Carnegie Science Center. Se puede recorrer el submarino para aprender cómo vivían y trabajaban los hombres en el barco.
Dentro del museo hay cuatro pisos de exhibiciones interactivas para todas las edades. Incluidos Bricksburgh, H20h! y SpacePlace.
El Planetario Buhl y el Carnegie Science Center se fusionaron en 1987 y en octubre de 1989, las organizaciones iniciaron la construcción del nuevo edificio del Carnegie Science Center.